# Directrices de interfaz humana
Las Human Interface Guidelines (HIG) son documentos que ofrecen a los desarrolladores de aplicaciones un conjunto de recomendaciones destinadas a  mejorar la experiencia para los usuarios, haciendo interfaces de uso más intuitivos, aprendibles, y constantes. La mayoría de las guías se limitan a definir una apariencia común para las aplicaciones, y se centran en los usos en un ambiente de escritorio particular. Las guías enumeran políticas específicas basadas a veces en estudios de la Interacción Persona-ordenador (o también en estudios de usabilidad) pero la mayoría se basan en las convenciones arbitrarias elegidas por los desarrolladores de la plataforma.
Las Human Interface Guidelines indican un conjunto de reglas de utilidad general. Describen a menudo las reglas visuales del diseño, incluyendo el diseño de iconos, y el estilo para las ventanas. Especifican con frecuencia cómo serán los mecanismos de entrada y la interacción de estos con el usuario.
Un HIG a veces también define la terminología estándar y la semántica relacionadas con ciertos elementos o acciones. En general esto se restringe a la semántica del ambiente de escritorio o del sistema de archivos. 
El objetivo principal de un HIG es crear una experiencia sólida y consistente en el ambiente en que se desenvuelven las aplicaciones (generalmente un sistema operativo o un entorno de escritorio). Esto significa que las aplicaciones poseen un mismo diseño visual y elementos comunes de la interfaz - algunos simples, tales como botones e iconos hasta construcciones más complejas, tales como cajas de diálogo.
Las HIGs deben interpretarse como una importante recomendación a la hora de ayudar a los desarrolladores a crear usos mejores, pero los desarrolladores están naturalmente libres de romper estas reglas si piensan que las pautas trazadas por la HIG no caben en determinados usos. En algunas ocasiones, la decisión de evitar las sugerencias de la HIG en el diseño de la interfaz puede traer repercusiones negativas dentro de la organización que publica la misma, como el en caso de la interfaz utilizada en  el navegador web  Firefox de Mozilla, la cual va en contra de la HIG del proyecto GNOME, lo que motivo la decisión de incluir epiphany en vez de Firefox en la distribución de este entorno de escritorio. 

## Ejemplos de HIG
- Windows Vista User Experience Guidelines
- macOS Human Interface Guidelines
- Apple iOS  Human Interface Guidelines
- GNOME Human Interface Guidelines Archivado el 24 de febrero de 2011 en Wayback Machine.
- Indie HIG (enlace roto disponible en Internet Archive; véase el historial, la primera versión y la última).
- Java Look and Feel Design Guidelines
- Java Look and Feel Design Guidelines: Advanced Topics
- KDE Human Interface Guidelines

- Datos: Q2722351